# Lisa Lightfoot
Lisa Lightfoot, född 3 december 1966, är en friidrottare från Australien. Hon deltog vid olympiska sommarspelen 1996.